# Nicetas (filho de Artavasdo)
Nicetas (em grego: Νικήτας; romaniz.: Nikétas) foi o filho mais velho do general e usurpador Artavasdo (741  743). Serviu como um general durante a usurpação do seu pai contra o imperador Constantino V Coprônimo (r. 741–775).

## Biografia
Nicetas foi o filho mais velho de Artavasdo. Sua mão pode ter sido Ana, mas não é certo: Paul Speck sugere que ele descende de um casamento anterior, desde Artavasdo nomeou seu irmão mais novo Nicéforo, e não ele, como coimperador. De acordo com a hagiografia de Miguel Sincelo, havia outros sete irmãos, cujos nomes não são mencionados.
Após Artavasdo ascender o trono imperial em 741, Nicetas foi nomeado estratego do Tema Armeníaco (alguns fontes chamam-o monoestratego, "comandante-em-chefe"). Em agosto de 742 ou 743, contudo, foi derrotado na batalha de Modrine pelas forças do imperador Constantino V. Nicetas fugiu do campo, mas reagrupou seu exército disperso e começou a perseguir Constantino para Crisópolis. Derrotado novamente por Constantino em uma batalha próximo de Nicomédia, foi capturado e preso. Após Constantino retomar Constantinopla e derrubar Artavasdo em novembro de 743, Nicetas foi cegado e exibido no Hipódromo de Constantinopla junto de seu pai e Nicéforo. Nada se sabe depois disso com precisão; a hagiografia de Miguel Sincelo registra que a família imperial deposta foi confinada no Mosteiro de Chora, onde Nicetas morreu e foi enterrado, mas isto é provavelmente uma invenção póstuma.